# No Fear
«No Fear» —en español: «Sin miedo»— es una canción del grupo finlandés de rock The Rasmus, y es la tercera pista de su álbum Hide from the Sun. La canción fue lanzada como sencillo previo al lanzamiento del álbum, el 29 de agosto de 2005. El tema alcanzó gran éxito en listas de éxitos de Europa y Latinoamérica principalmente.

## Lista de canciones del sencillo
Sencillo CD - Internacional
1. «No Fear»
2. «No Fear» (Fearless Remix)

Maxi sencillo - Internacional
1. «No Fear»
2. «Immortal»
3. «No Fear» (Vrenna Remix)

Sencillo - Reino Unido
1. «No Fear»
2. «No Fear» (Freelance Hellraiser Remix)

Maxi sencillo - UK
1. «No Fear»
2. «Immortal»
3. «Dancer in the Dark»
4. «No Fear» (Vrenna Remix)
5. «No Fear» music video

## Video musical
El videoclip para el tema fue dirigido por Jörn Heitmann y fue grabado en la ciudad alemana de Berlín. Ese mismo año Heitmann había dirigido videos para la banda germana Rammstein. 
El video presenta a una chica que tiene una obsesión con las mariposas (parte esencial del álbum Hide from the Sun) y las sigue en su pequeña habitación oscura mientras camina sonámbula. Inconsciente en su caminar sonámbulo la chica accidentalmente camina hasta el techo de cristal de un edificio de donde cae a una habitación en donde la banda está tocando. Y cuando pareciera haber muerto aparece en un hermoso jardín lleno de flores y mariposas, donde también está su cama. De cualquier forma, al final la chica aparece mirando perdidamente hacia un cuadro en la pared con mariposas.

## Posicionamiento en listas
| Lista (2005)                                | Mejor posición |
| ------------------------------------------- | -------------- |
| Alemania (Media Control AG)                 | 13             |
| Austria (Ö3 Austria Top 40)                 | 16             |
| Bélgica (Flandes) (Ultratip Bubbling Under) | 6              |
| Bélgica (Valonia) (Ultratip Bubbling Under) | 4              |
| Finlandia (OFC)                             | 1              |
| Francia (SNEP)                              | 41             |
| Irlanda (IRMA)                              | 48             |
| Italia (FIMI)                               | 19             |
| Países Bajos (Dutch Top 40)                 | 18             |
| Reino Unido (The Official Charts Company)   | 43             |
| Suecia (Sverigetopplistan)                  | 23             |
| Suiza (Schweizer Hitparade)                 | 44             |

## Créditos
The Rasmus
- Lauri Ylönen: Vocales
- Pauli Rantasalmi: Guitarra
- Eero Heinonen: Bajo
- Aki Hakala: Batería